# Лжегеракл
«Лжегеракл» — комедия древнегреческого драматурга Менандра (IV—III века до н. э.), от которой сохранился только ряд фрагментов в виде цитат у других античных авторов. Известно, что в числе центральных персонажей были братья-близнецы, так что в сюжете мог играть важную роль мотив путаницы. В уцелевших обрывках упоминается и кормилица, что указывает на тайные роды (неясно, в настоящем или в прошлом героев).